# Melissa Reeves
Melissa Brennan Reeves (Eatontown (New Jersey), 14 maart 1967) is een Amerikaanse soapactrice. 
Ze was de eerste actrice die de volwassen rol van Jennifer Horton speelde in Days of our Lives in 1985. In 1984 en 1985 vertolkte Melissa de rol van Jade Perkins in Santa Barbara, voordat zij in Days kwam. Na enkele huwelijken in de serie luidt haar volledige naam Jennifer Horton Alamain Deveraux Blake Deveraux. Ze speelde de rol tot 1995. Ze verliet abrupt de serie, zogenaamd om meer tijd door te brengen met haar man Scott Reeves (voormalig castlid van The Young and the Restless) waarmee ze in 1990 getrouwd was. De rol van Jennifer werd gerecast door Stephanie Cameron, die tot 1998 bij de serie bleef. Geruchten gingen de rond dat Reeves een affaire had met co-ster Jason Brooks en dat haar man Scott haar betrapt had. De NBC versterkte dit gerucht door de rechtszaak die ze tegen haar aanspanden door haar plotse vertrek. 
In 2000 keerde Reeves echter terug naar de soap om haar rol opnieuw op zich te nemen. Ze werd verwelkomd door de NBC bij de 35ste verjaardag van Days. 6 jaar later verkoos ze echter opnieuw Salem te verlaten. Door haar beslissing werd ook haar echtgenoot op het scherm, Jack Deveraux (Matthew Ashford), ontslagen. Ashford had pas nog een nieuw contract getekend, maar dat werd ongedaan gemaakt.